# Gusty Bausch
Gusty Bausch (Luxemburg, 25 februari 1980) is een Luxemburgs veldrijder en mountainbiker.
Bausch richt zich vooral op het veldrijden. In het mountainbike behaalde hij in een bronzen medaille op de Spelen van de Kleine Staten van Europa 2011 in Liechtenstein.

## Veldrijden
| Seizoen   | Wereldbeker | Superprestige | GvA Trofee/bpost bank trofee | WK  | EK  | LK     | Overige | Totaal aantal zeges |
| --------- | ----------- | ------------- | ---------------------------- | --- | --- | ------ | ------- | ------------------- |
| 2002-2003 |             |               |                              |     |     | Goud   |         | 1                   |
| 2003-2004 |             |               |                              |     |     | Brons  |         | 0                   |
| 2004-2005 |             |               |                              |     |     | Goud   |         | 1                   |
| 2005-2006 |             |               |                              |     |     | Goud   |         | 1                   |
| 2006-2007 |             |               |                              |     |     | Goud   |         | 1                   |
| 2007-2008 |             |               |                              | 42e |     | Zilver |         | 0                   |
| 2008-2009 |             |               |                              | 45e |     | Goud   |         | 1                   |
| 2009-2010 |             |               |                              | 40e |     | Zilver |         | 0                   |
| 2010-2011 |             |               |                              | 42e |     | Zilver |         | 0                   |
| 2011-2012 |             |               |                              | 48e |     | Goud   |         | 1                   |
| 2012-2013 |             |               |                              |     |     |        |         | 0                   |
| 2013-2014 |             |               |                              |     |     | 5e     |         | 0                   |
| 2014-2015 |             |               |                              |     |     | Zilver |         | 0                   |
| 2015-2016 |             |               |                              |     | 35e | Zilver |         | 0                   |

### Jeugd
Luxemburgs kampioen: 1998 (junioren), 2001 en 2002 (beloften)